# 南安哈尔特
南安哈尔特（德語：Südliches Anhalt，發音：[ˌzyːtlɪçəs ˈʔanhalt]）是德国萨克森-安哈尔特州安哈尔特-比特费尔德县的城市，面积191.54平方千米，2023年12月31日人口为13,004人。
该市镇于2010年1月1日由市镇埃德里茨、弗拉斯多夫、格劳齐希、大巴德加斯特、欣斯多夫、利贝纳、马斯多夫、迈伦多夫、普罗西克、奎伦多夫、拉德加斯特、罗伊普齐希、里斯多夫、绍伊德、富讷河畔特雷比肖、魏桑特-格尔曹、维斯考和采比茨合并而成。2010年9月1日，市镇格勒布齐希、格尔齐希和皮滕并入南安哈尔特。